# Хетеронормативност
Хетеронормативността е термин създаден през 1991 за да опише маргинализацията на нехетеросексуалните типове лайфстайл и гледището, че хетеросексуалността е „нормална“ и „естествена“, тоест самото мислене за сексуалност вече предполага хетеросексуалността, като игнорира или стигматизира хомосексуалността.
Хетеронормативността касае половете и тяхната роля в обществото. Тя зачита съществуването на два пола (мъжки и женски), които са противоположни, взаимно изключващи се и допълващи се, и които имат строго определена роля в живота.
Хетеронормативното мислене счита за „нормални“ и „естествени“ любовните, сексуалните и брачните връзки само между мъж и жена. Поради това, физиологичният пол, психологическият пол и половата роля у всеки, следва да отговарят на нормата за мъжко и женско, а хетеросексуалността се разглежда като единствената „правилна“ сексуална ориентация.
В съвременното общество хетеронормативността присъства, но модерните политики на социално включване обикновено провеждат идеята за мултикултурализъм – равнопредставяне и недискриминация на бази етнос, сексуална ориентация и т.н., ЛГБТ организациите много често ориентират своите интереси към правилното включване на хомосексуалните и бисексуалните образи в медиите (виж GLAAD).

## Концепция
Основно за хетеронормативността е делението на хората на две полови категории, в които социалната роля и поведение, половата идентичност и сексуалната ориентация трябва да съответстват на първичните полови белези на индивида. В съответствие с тази идея се определят и два комплекса от поведенчески модели – „мъжки“ и „женски“. Дефинират се понятията „мъжествен“ и „женствен“. В този смисъл хетеронормативността по същество е сексистка идеология, тъй като не зачита правото на изява на индивида в области, за които се смята, че не съответстват на неговия пол.
Хетеронормативното общество изисква от всички свои членове да изпитват и проявяват чувства единствено към другия пол, и е враждебно към всички които не се вместват в тази норма. А за „нормално“ и „добро“ се приема само онова, което е статистически преобладавщо.
Хетеронормативността се приема за един от основните стълбове на патриархалността, тъй като нейните норми налагат превъзходството и преимуществото на хетеросексуалния мъж над останалите полове и сексуалности. Хетеронормативните закони създават неравенство в законовия статут на отделните индивиди, обусловено единствено от тяхната полова или сексуална принадлежност. Пример за хетеронормативни закони са тези, които:
– дават право на платен отпуск по майчинство, но не и по бащинство;
– препоръчват децата да се оставят в грижа на майката, в случай на развод;
– допускат определени длъжности и професии да се изпълняват само от единия пол;
– отказват право на семейно обвързване на хора от еднакъв пол;
– отказват право на осиновяване на не-хетеросексуални хора;
– отказват достъп до обществена или политическа изява на хора от определен пол или сексуалност;